# Joan Ventallol
Joan Ventallol fou un matemàtic mallorquí del segle xvi.
No es coneix res del cert de la seva vida. Només se'n conserva un exemplar a la Biblioteca de Catalunya del seu llibre Pratica mercantiuol publicat en català el 1521 a Lió, a la impremta de Jean de la Place. Segons sembla el llibre es va reeditar en castellà a Lió el 1524 i a Tarragona el 1619.
Els aspectes més destacats d'aquesta obra són la teoria sobre la utilització del ducat venecià com moneda de referència i la seva taula d'equivalències entre monedes que permet simplificar els canvis.
D'altra banda, es conserva el manuscrit d'un tractat a l'Arxiu de la Corona d'Aragó, procedent del monestir de Sant Cugat del Vallès, datat entorn del 1520, del que Ventallol en podria ser l'autor. Aquest manuscrit està força influït per l'obra de Luca Pacioli i tot allò que no procedeix de Pacioli es pot trobar a la Pratica Mercantiuol de Ventallol. Aquest manuscrit seria el més antic tractat d'àlgebra en alguna llengua peninsular, anterior al Libro Primero de Arithmética Algebrática de Marco Aurel (València, 1552) que és el primer llibre d'àlgebra publicat a la península.